# Њу Кујама (Калифорнија)
Њу Кујама (енгл. New Cuyama) насељено је место без административног статуса у америчкој савезној држави Калифорнија.

## Демографија
По попису из 2010. године број становника је 517.
| Група             | 2000.    | 2010.       |
| Белци             | 0 (0,0%) | 268 (51,8%) |
| Афроамериканци    | 0 (0,0%) | 3 (0,6%)    |
| Азијати           | 0 (0,0%) | 3 (0,6%)    |
| Хиспаноамериканци | 0 (0,0%) | 234 (45,3%) |
| Укупно            | 0        | 517         |